# Aripuana cullmaniorum
Aripuana cullmaniorum  es una especie de planta con flor en la familia de las gentianas Gentianaceae, subclado Symbolanthus. Es la única especie del género Aripuana.

## Descripción
Es un arbusto o árbol pequeño. Las hojas son pecioladas y elípticas. Las inflorescencias son terminales,  con brácteas de escamas. El fruto en cápsulas  persistentes con muchas semilla, pequeñas y angulares.

## Distribución y hábitat
Aripuana cullmaniorum, es la única sp. de ese género; cullmaniorum es por Lewis B. Cullman y Dorothy Cullman, filántropos  y esponsores del Jardín Botánico de Nueva York.  Fue encontrada en el sudeste de estado de Amazonas, en una pequeña área cerca de la villa de Nova Aripuanã Prainha,  a lo largo del río Aripuanã.  Su hábitat son tierras bajas, de  sabana arenosa.

## Taxonomía
Aripuana cullmaniorum fue descrita por Struwe, Maas & V.A.Albert y publicado en Harvard Papers in Botany 2(2): 236, f. 1–6. 1997.
Etimología
El género se nombra por el río Aripuanã en el centro de Brasil  donde fue hallado.
cullmaniorum: epíteto